# Angelica Flutur
Angelica Flutur (* 26. Dezember 1987 in Ciumârna, Kreis Suceava, Sozialistische Republik Rumänien) ist eine rumänische Folkloresängerin und Forstwirtin.

## Leben und Wirken
Angelica Flutur wuchs in einer Huzulen-Familie und wurde bereits in jungen Jahren von der Musik der Region Bukowina beeinflusst. Sie besuchte das Gymnasium „Vasile Cocea“ in Vatra Moldoviţei und studierte Forstwirtschaft an der Universität Suceava. Flutur tritt in Fernseh- oder Radiosendungen, bei Volksfesten auf und wurde mit regionalen und überregionalen Preisen der rumänischen Folkloremusik prämiert. Angelica Flutur hat drei Alben veröffentlicht „Sus pe muntele Ciumârna“, „Să iubeşti o suceveancă“ und „Pe Obcini în Bucovina". In ihrer Musik verarbeitet sie schwerpunktmäßig die Tradition der Huzulen. Darüber hinaus hat sie einen YouTube-Kanal, auf dem sie Musikvideos und Videos rund um das traditionelle Leben der Bukowina veröffentlicht. Ihr künstlerisches Vorbild ist die rumänische Sängerin Sofia Vicoveanca. Sie verfügt über eine umfangreiche Sammlung traditioneller rumänischer Kleidung, aus der sie ihre Outfits für Konzerte wählt.
Flutur engagiert sich im Projekt „Folklore der 10“, einem Projekt zur Förderung rumänischer Traditionen und Bräuche in Schulen.
Sie ist verheiratet.

## Diskografie
- 2012: Să Iubești O Suceveancă (Ana Sound)
- 2015: Sus pe muntele Ciumârna (mit dem Ensemble „Ciprian Porumbescu“)[11]
- 2017: Pe Obcini În Bucovina (mit dem Ensemble „Ciprian Porumbescu“; Ana Sound)